# Komisja Organizacji Zarządzania
Komisja Organizacji Zarządzania – organ administracji państwowej  istniejący w latach 1968–1972, powstały w celu organizacji zarządzania w gospodarce i administracji państwowej.

## Powołanie Komisji
Na podstawie uchwały Rady Ministrów z 1968 r. w sprawie Komisji Organizacji Zarządzania ustanowiono Komisję.
Nadzór nad działalnością Komisji sprawował Prezes Rady Ministrów.

## Zakres działania Komisji
Komisja w swoim zakresie działania opracowywała analizy, opinie, wnioski i projekty przepisów prawnych dotyczące spraw związanych z organizacją i metodami działania oraz zasadami określania i wprowadzania obsad etatowych w jednostkach gospodarki narodowej i administracji państwowej, a w szczególności:
- zasad właściwej struktury organizacyjnej i podziału kompetencji poszczególnych rodzajów państwowych jednostek organizacyjnych,
- zasad właściwej administracyjnej obsady etatowej w państwowych jednostkach organizacyjnych,
- przeciwdziałania nieuzasadnionej rozbudowie aparatu zarządzania oraz nadmiernemu wzrostowi etatów osobowych i funduszu płac aparatu zarządzania,
- współpracy z punktu widzenia organizacji zarządzania w przygotowaniu i ocenie eksperymentów gospodarczych oraz w przygotowaniu wniosków i ocenie w zakresie koordynacji branżowej i terenowej,
- zagadnień usprawnień organizacyjnych i obsady etatowej jednostek administracji i gospodarki związanych z handlem zagranicznym,
- zagadnień organizacyjnych zjednoczeń (równorzędnych),
- opiniowania projektów statutów i innych aktów organizacyjnych wiążących się z działalnością Komisji, podlegających zatwierdzeniu przez Radę Ministrów lub Prezesa Rady Ministrów,
- opiniowania wniosków dotyczących ustalenia kontyngentów etatów osobowych w jednostkach budżetowych i wniosków o zwiększenie liczby etatów osobowych oraz dotyczących wysokości funduszu płac

## Kierowanie Komisją
Na czele Komisji stał Prezes, powoływany i odwoływany przez Prezesa Rady Ministrów.
W skład Komisji wchodzili przedstawiciele:
- Przewodniczącego Komisji Planowania przy Radzie Ministrów,
- Przewodniczącego Komitetu Nauki i Techniki,
- Przewodniczącego Komitetu Pracy i Płac,
- Ministra Finansów,
- Szefa Urzędu Rady Ministrów.

Prezes Komisji zapraszał do udziału w jej pracach przedstawiciela Działu Ekonomicznego KC PZPR, Centralnej Rady Związków Zawodowych oraz przedstawiciela Najwyższej Izby Kontroli.

## Statut Komisji
Statut nadany był Komisji przez Prezesa Rady Ministrów na wniosek Prezesa Komisji określał:
- szczegółowy zakres działania Komisji,
- tryb powoływania jej członków,
- sprawy zastrzeżone do decyzji Rady Ministrów, Komitetu Ekonomicznego Rady Ministrów lub Prezesa Rady Ministrów,
- kompetencje Prezesa,
- sprawy wymagające kolegialnego stanowiska Komisji,
- organizację aparatu wykonawczego Komisji.

Urzędy, instytucje i przedsiębiorstwa państwowe oraz organizacje społeczne dotowane z budżetu Państwa zobowiązane były udzielać Komisji na jej żądanie opinii oraz wszelkich materiałów i informacji z zakresu prac Komisji, jak również uzgadniać z nią opracowywane przez siebie projekty przepisów prawnych wiążących się z działalnością Komisji.

## Zniesienie Komisji
Na podstawie uchwały Rady Ministrów z  1972 r. w sprawie zniesienia Komisji Organizacji Zarządzania zlikwidowano Komisję.